# Droga krajowa nr 29 (Polska)

Schemat węzła drogowego Świecko

Droga krajowa nr 29 – droga krajowa klasy GP w zachodniej części województwa lubuskiego o długości ok. 58 km. Prowadzi od granicy z Niemcami w Słubicach do Połupina koło Krosna Odrzańskiego. Jest przedłużeniem, biegnącej ze Szczecina drogi krajowej nr 31, z którą wspólnie kończy bieg na wspomnianej wyżej granicy. Na węźle drogowym „Świecko” przecina drogę krajową nr 2, która w okolicy staje się autostradą A2. Od kilku lat droga poddawana jest gruntownej modernizacji.

## Historia numeracji
Na przestrzeni lat trasa posiadała różne oznaczenia i klasyfikacje:

| Numer | Kategoria                                               | Przebieg                                                                                | Lata obowiązywania | Źródło | Uwagi                                                                                  |
| ----- | ------------------------------------------------------- | --------------------------------------------------------------------------------------- | ------------------ | --- | -------------------------------------------------------------------------------------- |
| R 5   | Reichsstraße                                            | Frankfurt – Ziebingen (Cybinka) – Crossen (Krosno Odrzańskie) – Grünberg (Zielona Góra) | ? – 1945           | Der Große Conti-Atlas für Kraftfahrer 1:500 000, wyd. 18, Hannover: Kartographischer Verlag der Continental Caoutchouc-Compagnie G.m.b.H., 1938. Brak numerów stron w książce | odcinek ówcześnie poza granicami Polski                                                |
| 42    | • droga państwowa: do 1985 • droga krajowa: od 1 X 1985 | Słubice – Cybinka – Krosno Odrzańskie – Połupin                                         | 1952 – lata 70.    | - Mapa samochodowa Polski 1:1 000 , Warszawa: Państwowe Przedsiębiorstwo Wydawnictw Kartograficznych, 1962. Brak numerów stron w książce - Samochodowy atlas Polski 1:500 000. Wyd. IV. Warszawa: Państwowe Przedsiębiorstwo Wydawnictw Kartograficznych, 1965. Brak numerów stron w książce - Samochodowy atlas Polski 1:500 000. Wyd. V. Warszawa: Państwowe Przedsiębiorstwo Wydawnictw Kartograficznych, 1979. ISBN 83-7000-017-7. Brak numerów stron w książce - Samochodowy atlas Polski 1:500 000. Wyd. IX. Warszawa: Państwowe Przedsiębiorstwo Wydawnictw Kartograficznych, 1984. Brak numerów stron w książce                                                             |                                                                                        |
| 40    | • droga państwowa: do 1985 • droga krajowa: od 1 X 1985 | Słubice – Cybinka – Krosno Odrzańskie – Połupin                                         | lata 70. – 1986    | - Mapa samochodowa Polski 1:1 000 , Warszawa: Państwowe Przedsiębiorstwo Wydawnictw Kartograficznych, 1962. Brak numerów stron w książce - Samochodowy atlas Polski 1:500 000. Wyd. IV. Warszawa: Państwowe Przedsiębiorstwo Wydawnictw Kartograficznych, 1965. Brak numerów stron w książce - Samochodowy atlas Polski 1:500 000. Wyd. V. Warszawa: Państwowe Przedsiębiorstwo Wydawnictw Kartograficznych, 1979. ISBN 83-7000-017-7. Brak numerów stron w książce - Samochodowy atlas Polski 1:500 000. Wyd. IX. Warszawa: Państwowe Przedsiębiorstwo Wydawnictw Kartograficznych, 1984. Brak numerów stron w książce                                                             | w 1978 roku miała miejsce katastrofa autobusu w Osiecznicy                             |
| 275   | droga krajowa                                           | granica państwa – Słubice – Krosno Odrzańskie – Zielona Góra                            | 14 II 1986 – 2000  | - Uchwała nr 192 Rady Ministrów z dnia 2 grudnia 1985 r. w sprawie zaliczenia dróg do kategorii dróg krajowych (M.P. z 1986 r. nr 3, poz. 16) - Polska: Mapa samochodowa 1:700 000, wyd. 1, Szczecin: Wydawnictwo Kartograficzne KOMPAS, 1996–1997, ISBN 83-904373-2-5. Brak numerów stron w książce - Polska: Mapa samochodowa 1:700 000, wyd. II Zmienione i poprawione, Szczecin: Wydawnictwo Kartograficzne KOMPAS, 1997–1998, ISBN 83-904373-3-3. Brak numerów stron w książce - Rozporządzenie Rady Ministrów z dnia 15 grudnia 1998 r. w sprawie ustalenia wykazu dróg krajowych i wojewódzkich (Dz.U. z 1998 r. nr 160, poz. 1071) – wykaz dróg krajowych przed rokiem 2000 | dozwolony ruch ciężki – dopuszczalny ruch pojazdów o nacisku osi pojedynczej do 10 ton |
| 29    | droga krajowa                                           | granica państwa – Słubice – Krosno Odrzańskie – Połupin                                 | od 2000            | - Zarządzenie nr 6 Generalnego Dyrektora Dróg Publicznych z dnia 9 maja 2000 r. w sprawie nowych numerów dróg krajowych [online], Rzeczpospolita, 4 lipca 2000. - Polska: Mapa samochodowa 1:700 000, wyd. XXVII, Dom Wydawniczy PWN, 2016, ISBN 978-83-7705-942-5. Brak numerów stron w książce - Atlas samochodowy Polski 1:200 000 dla profesjonalistów. Wyd. IX. Warszawa: Dom Wydawniczy PWN, 2017. ISBN 978-83-7705-978-4. Brak numerów stron w książce | informacje dla ruchu ciężkiego                                                         |

## Dopuszczalny nacisk na oś
Od 13 marca 2021 roku na drodze dozwolony jest ruch pojazdów o nacisku pojedynczej osi napędowej do 11,5 tony.

### Do 13 marca 2021 r.
We wcześniejszych latach na całej długości drogi dopuszczalny był ruch pojazdów o nacisku pojedynczej osi do 10 ton.

## Miejscowości leżące przy drodze krajowej nr 29
- Słubice (DK31)
- Świecko (A2, DK2)
- Urad
- Cybinka
- Drzeniów
- Gęstowice
- Radomicko
- Osiecznica
- Marcinowice
- Krosno Odrzańskie
- Połupin (DK32)